# Prostitution i Japan
'Prostitution i Japan har eksisteret i landet siden nationens opståen. I nutiden er området reguleret af anti-prostitutionsloven fra 1956, hvori det lyder, at "Ingen person må være prostitueret eller være kunde i et prostitutionsforhold", men loven har smuthuller, fortolkes liberalt og håndhæves ret løst, så sexbranchen trives og menes at være 2,3 trillioner yen værd.
I Japan er "sexbranchen" (fūzoku 風俗, direkte oversat "offentlig moral") ikke synonymt med prostitution. Idet japansk lov definerer definerer prostitution som "samleje med en uspecificeret person for betaling", udbyder fūzoku normalt andre ydelser end samleje som konversation, dans eller bad for at holde sig på den rigtige side af loven. Ikke desto mindre har undersøgelser vist, at mellem 20 og 40 % af alle japanske mænd betalt for sex.